# Chlamydomonadaceae
Chlamydomonadaceae, porodica zelenih algi iz reda Chlamydomonadales. Sastoji se od 51 imenovana roda s 982 vrste.

## Rodovi
1. Agloë Pascher 	1
2. Brachiomonas Bohlin 	4
3. Carteria Diesing 	67
4. Chlainomonas H.R.Christen 	3
5. Chlamydomonas Ehrenberg 	585
6. Chlamydonephris H.Ettl & O.Ettl 	6
7. Chlorobrachis Korshikov 	2
8. Chloroceras J.Schiller 	1
9. Chlorominima F.E.Gálvez 	1
10. Chloromonas Gobi 	118
11. Chlorotriangulum Kufferath 	1
12. Corbierea P.A.Dangeard 	1
13. Costachloris H.Ettl & O.Ettl 	1
14. Cylindromonas Hansgirg 	1
15. Dangeardinia Tempère 	3
16. Diplostauron Korschikov 	7
17. Furcilla A.Stokes 	6
18. Gigantochloris Pascher 	1
19. Gloeomonas Klebs 	10
20. Heterochlamydomonas Ed.R.Cox & Deason 	4
21. Hirtusochloris H.J.Hu & L.M.Luo 	1
22. Hyalobrachion Swindell 	2
23. Ixipapillifera Nakada 	3
24. Lobochlamys T.Pröschold, B.Marin, U.W.Schlösser & M.Melkonian 	2
25. Lobomonas P.A.Dangeard 	21
26. Microglena Ehrenberg 	20
27. Oltmannsiella Zimmermann 	1
28. Oogamochlamys Pröschold, B.Marin, U.W.Schlösser & Melkonian 	3
29. Parapolytoma Jameson 	1
30. Peterfiella Gerloff 	1
31. Phyllariochloris Pascher & Jahoda 	5
32. Phyllomonas Korshikov 	1
33. Platychloris Pascher 	1
34. Polytoma Ehrenberg 	20
35. Protococcus C.Agardh 	2
36. Provasoliella A.R.Loeblich 	14
37. Pseudocarteria H.Ettl 	7
38. Pseudofurcilla F.W.Jane 	1
39. Pyramichlamys H.Ettl & O.Ettl 	11
40. Rhysamphichloris Nakada 	3
41. Sanguina Leya, Procházková & Nedbalová 	2
42. Selenochloris Pascher 	3
43. Smithsonimonas Kol 	1
44. Sphaerella Sommerfelt 	3
45. Sphaerellopsis Korshikov 	6
46. Sphenochloris Pascher 	3
47. Spirogonium Pascher 	1
48. Tetrablepharis Senn ex Wille 	3
49. Tetratoma Buetschli 	1
50. Tussetia Pascher 	2
51. Vitreochlamys Batko 	14

## Vanjske poveznice
|  | Zajednički poslužitelj ima još gradiva o temi Chlamydomonadaceae |
|  | Wikivrste imaju podatke o taksonu Chlamydomonadaceae             |